# Sénat Voscherau II
Le sénat Voscherau II (Senat Voscherau II) était le gouvernement de la ville libre et hanséatique de Hambourg du 26 juin 1991 au 15 décembre 1993, durant la 14e législature du Bürgerschaft. Dirigé par le premier bourgmestre social-démocrate Henning Voscherau, il était soutenu par le seul Parti social-démocrate d'Allemagne (SPD), qui disposait de la majorité absolue au parlement régional.
Il fut formé à la suite des élections régionales du 2 juin 1991, au cours desquelles le SPD a retrouvé sa majorité absolue, perdue en 1986, et succédait au sénat Voscherau I, constitué d'une coalition sociale-libérale entre SPD et le FDP. 
Le SPD ayant perdu sa majorité absolue aux élections régionales anticipées du 19 septembre 1993, il constitua une coalition avec une nouvelle formation, le STATT Partei, et forma le sénat Voscherau III.

## Composition
| Portefeuille                                                                 | Nom | Nom                                     | Parti |
| ---------------------------------------------------------------------------- | --- | --------------------------------------- | ----- |
| Premier bourgmestre                                                          |     | Henning Voscherau                       | SPD   |
| Sénateur pour l'Économie, les Transports et l'Agriculture Second bourgmestre |     | Hans-Jürgen Krupp (jusqu'au 01.12.1993) | SPD   |
| Sénateur pour le Développement urbain                                        |     | Traute Müller (jusqu'au 25.11.1993)     | SPD   |
| Sénatrice pour la Justice                                                    |     | Lore Maria Peschel-Gutzeit              | SPD   |
| Sénatrice pour l'Éducation, la Jeunesse et la Formation professionnelle      |     | Rosemarie Raab                          | SPD   |
| Sénatrice pour la Science et la Recherche                                    |     | Leonhard Hajen                          | SPD   |
| Sénatrice pour le Travail, la Santé et les Affaires sociales                 |     | Ortwin Runde                            | SPD   |
| Sénateur pour les Travaux publics                                            |     | Eugen Wagner                            | SPD   |
| Sénateur pour l'Intérieur                                                    |     | Werner Hackmann                         | SPD   |
| Sénateur pour l'Environnement                                                |     | Fritz Vahrenholt                        | SPD   |
| Sénateur pour les Finances                                                   |     | Wolfgang Curilla                        | SPD   |
| Sénatrice pour la Culture                                                    |     | Christina Weiss                         | Sans  |
| Chef de la chancellerie sénatoriale                                          |     | Thomas Mirow                            | SPD   |